# MeWe

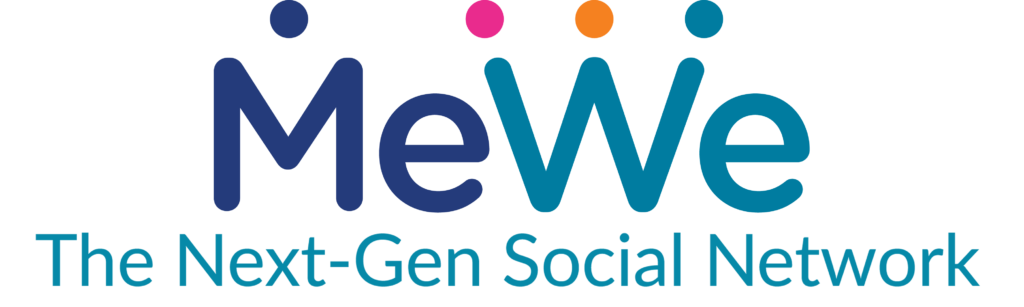

MeWe는 글로벌 소셜 미디어 및 소셜 네트워킹 서비스이다. 캘리포니아 로스앤젤레스에 본사를 둔 회사로서 Sgrouples, Inc.로도 알려져 있으며 MeWe라는 이름으로 사업을 하고 있다. 이 사이트는 데이터 프라이버시에 중점을 두기 때문에 페이스북의 대안으로 설명되었다.
2022년에 MeWe는 시간이 지남에 따라 플랫폼을 블록체인 기반 웹 인프라인 Web3로 마이그레이션하여 기술을 분산형 소셜 네트워킹 프로토콜(DSNP)로 마이그레이션하는 최초의 주요 소셜 네트워크가 되어 최대의 탈중화 소셜 미디어 플랫폼이 될 것이라고 발표했다.